# Øravíkarlíð
Øravíkarlíð vagy Líðin település Feröer Suðuroy nevű szigetén.
Mivel nincsen saját irányítószáma, általában a déli Øravíkhez vagy az északi Trongisvágurhoz számítják. Közigazgatásilag mindhárom település Tvøroyri községhez tartozik. Ezzel szemben a népességi statisztikákban és egyes térképeken külön településként tüntetik fel.
Gyakorlatilag Øravíkarlíð Trongisvágur déli elővárosának tekinthető, azzal szórványosan egybeépült település.

## Népesség
| Év              | Lakosság |
| --------------- | -------- |
| 1986. január 1. | 60       |
| 1991. január 1. | 65       |
| 1996. január 1. | 63       |
| 2001. január 1. | 70       |
| 2006. január 1. | 64       |

## Fordítás
- Ez a szócikk részben vagy egészben az Øravíkarlíð című német Wikipédia-szócikk ezen változatának fordításán alapul.  Az eredeti cikk szerkesztőit annak laptörténete sorolja fel. Ez a jelzés csupán a megfogalmazás eredetét és a szerzői jogokat jelzi, nem szolgál a cikkben szereplő információk forrásmegjelöléseként.